# Human Life International
Human Life International (HLI) es una organización provida religiosa internacional fundada en 1981 por el monje benedictino Paul Marx en Estados Unidos que afirma ser la organización de derechos de vida más grande del mundo señalando que tiene afiliados y asociados en más de 80 naciones en todo el mundo y ha enviado representantes a aproximadamente 160 y cuenta con 59 centros de acción en 51 países.

## Historia

### Fundación y campo de trabajo
La organización fue fundada en 1981 en Gaithersburg, Maryland por el monje benedictino Paul Marx (1920-2010) como una continuación del Centro de Vida Humana fundado por el mismo en la Universidad de Saint John, de Minnesota en 1972.

### Misión
Su misión es capacitar, organizar y equipar líderes provida   del movimiento: sacerdotes, centros de crisis para embarazadas , líderes cívicos, programadores de radio y televisión y consejeros familiares. HLI basa su activismo en las creencias católicas contra el aborto, que proponen que la vida comienza en la concepción. También se promueve como pionero en la defensa contra la anticoncepción. 

### Objetivo
Su objetivo declarado es "llevar el mensaje de la santidad de la vida y la familia al mundo con oraciones, servicios y enseñanzas, según lo prescrito por la Iglesia católica"  
Shenan J. Boquet asumió el papel de presidente de HLI en noviembre de 2011. 
 "La misión de HLI es promover y defender la santidad de la vida y la familia en todo el mundo de acuerdo con las enseñanzas de la Iglesia católica a través de la oración, el servicio y la educación". 
 Este objetivo incluye no solo acciones contra el aborto, sino también contra el control de la natalidad en general: 
 "Existimos no solo para luchar contra los males del aborto, la anti-concepción, la educación sexual y el colapso familiar, sino también para llevar las buenas noticias del Evangelio de la Vida a las naciones". ("Existimos no solo para combatir el mal del aborto, la anticoncepción, la educación sexual y la destrucción familiar, sino también para llevar las buenas noticias de la vida a las naciones") 

### Actividades
La organización organiza " viajes misioneros pro-vida " desde los Estados Unidos a todas las regiones del mundo para manifestarse y rezar frente a las clínicas de aborto. Al igual que otras organizaciones de derechos de la vida, HLI realiza asesoramiento sobre el embarazo para mujeres con un  embarazo no deseado, a veces utilizando métodos no convencionales: por ejemplo, las llamadas recibidas en la Clínica Lucinia en Viena fueron interceptadas y enviadas a un asesor de HLI que aconsejó a las mujeres que llamaron y solicitaron una cita para abortar. ofrecido en conflictos de embarazo. Al mismo tiempo, activistas y simpatizantes de HLI se manifestaron frente a la clínica y contactaron a las mujeres que querían ir allí. Los operadores de la clínica se resistieron a estas acciones, que percibieron como molestas. Aunque tenían razón en la corte, la clínica privada obviamente ineficientemente administrada tuvo que declararse en bancarrota. Los edificios fueron comprados por HLI, quien estableció un "Museo del Holocausto Baby" allí. 

### Críticas
HLI ha sido criticado por organizaciones internacionales de derechos humanos y salud porque sus misioneros, especialmente en los países africanos, están predicando contra todas las formas de anticoncepción y, en cambio, por la fidelidad conyugal y, por lo tanto, siguen una línea diferente a la de la OMS con respecto a la política contra el Sida. 
HLI ha sido acusada de practicar terrorismo psicológico a las mujeres que desean interrumpir su embarazo, según la opinión. Las mujeres que querían ingresar a una clínica de aborto en Viena fueron descritas como "asesinas" de la rama austriaca de la red con sede en Front Royal (Virginia). En Viena, según el informe taz, una mujer que quería abortar fue atraída a uno de los centros de vida de HLI y supuestamente obligada a cantar y rezar en una habitación allí durante horas.